# Tournée de l'équipe de France de rugby à XV en 2022
 (août 2024).
Si vous disposez d'ouvrages ou d'articles de référence ou si vous connaissez des sites web de qualité traitant du thème abordé ici, merci de compléter l'article en donnant les références utiles à sa vérifiabilité et en les liant à la section « Notes et références ».
L'équipe de France de rugby à XV effectue du 2 au 9 juillet 2022 une tournée au Japon.

## Contexte
La tournée de 2022 de l'équipe de France au Japon représente la première rencontre entre les deux sélections depuis 2017.

## Résultats complets
| No | Date           | Lieu                          | Match          | Score   | Compétition |
| -- | -------------- | ----------------------------- | -------------- | ------- | ----------- |
| 1  | 2 juillet 2022 | Stade Toyota, Toyota - Japon  | Japon – France | 23 – 42 | Test match  |
| 2  | 9 juillet 2022 | Stade national, Tokyo - Japon | Japon – France | 15 – 20 | Test match  |

## Résultats des test matchs

### Match 1
| Samedi 2 juillet 2022 15 h 0 UTC+09:00 | Japon | 23 - 42 (13-13) | France | Stade Toyota, Toyota 24 570 spectateurs Arbitre : Frank Murphy |
| Samedi 2 juillet 2022 15 h 0 UTC+09:00 | Essai(s) : 2 : Tatafu (14e), Fifita (81e) Transformation(s) : 2 : Lee (15e, 82e) Pénalité(s) : 3 : Lee (6e, 25e, 54e) |                 | Essai(s) : 5 : Penaud (3e, 58e), Lebel (45e), Moefana (61e), Bourgarit (68e) Transformation(s) : 4 : Jaminet (4e, 46e, 59e, 69e) Pénalité(s) : 3 : Jaminet (19e, 29e, 52e) | Stade Toyota, Toyota 24 570 spectateurs Arbitre : Frank Murphy |
| Samedi 2 juillet 2022 15 h 0 UTC+09:00 | |                 | | Stade Toyota, Toyota 24 570 spectateurs Arbitre : Frank Murphy |

| Japon Titulaires Ryohei Yamanaka 15 Gerhard van den Heever 14 Dylan Riley 13 Shogo Nakano 12 Siosaia Fifita 11 Lee Seung-sin 10 Kaito Shigeno 9 Tevita Tatafu 8 Ben Gunter 7 Michael Leitch 6 Jack Cornelsen 5 Wimpie van der Walt 4 Asaeli Ai Valu 3 Atsushi Sakate 2 Keita Inagaki 1 Remplaçants Daigo Hashimoto Yukio Morikawa Shinnosuke Kakinaga Warner Dearns Faulua Makisi Daiki Nakajima Shane Gates Taichi Takahashi Entraîneur Jamie Joseph |  |  |  | France Titulaires 15 Melvyn Jaminet 14 Damian Penaud 13 Virimi Vakatawa 12 Yoram Moefana 11 Matthis Lebel 10 Matthieu Jalibert 9 Maxime Lucu 8 Yoan Tanga 7 Charles Ollivon 6 Dylan Cretin 5 Thomas Jolmès 4 Thibaud Flament 3 Demba Bamba 2 Peato Mauvaka 1 Jean-Baptiste Gros Remplaçants Pierre Bourgarit Dany Priso Sipili Falatea Thomas Lavault Selevasio Tolofua Sekou Macalou Baptiste Couilloud Antoine Hastoy Entraîneur Fabien Galthié |

### Match 2
| Samedi 9 juillet 2022 14 h 50 UTC+09:00 | Japon                                                                                     | 15 - 20 (15-7) | France | Stade national, Tokyo Arbitre : Mike Adamson |
| Samedi 9 juillet 2022 14 h 50 UTC+09:00 | Essai(s) : 2 Yamanaka (15e,40e) Transformation(s) : 1 Lee (42e) Pénalité(s) : 1 Lee (23e) |                | Essai(s) : 2 Lebel (11e), Couilloud (71e) Transformation(s) : 2 Lucu (11e), Jalibert (71e) Pénalité(s) : 2 Lucu (53e), Jalibert (66e) | Stade national, Tokyo Arbitre : Mike Adamson |
| Samedi 9 juillet 2022 14 h 50 UTC+09:00 |                                                                                           |                | | Stade national, Tokyo Arbitre : Mike Adamson |

| Japon Titulaires Ryohei Yamanaka 15 Gerhard van den Heever 14 Dylan Riley 13 Shogo Nakano 12 Siosaia Fifita 11 Lee Seung-sin 10 Naoto Saito 9 Jack Cornelsen 8 Ben Gunter 7 Michael Leitch 6 Sanaila Waqa 5 Warner Dearns 4 Asaeli Ai Valu 3 Atsushi Sakate 2 Keita Inagaki 1 Remplaçants Shota Horie Yukio Morikawa Yusuke Kizu Takayasu Tsuji Tevita Tatafu Kaito Shigeno Yu Tamura Shane Gates Entraîneur Jamie Joseph |  |  |  | France Titulaires 15 Max Spring 14 Damian Penaud 13 Virimi Vakatawa 12 Yoram Moefana 11 Matthis Lebel 10 Matthieu Jalibert 9 Maxime Lucu 8 Yoan Tanga 7 Charles Ollivon 6 Dylan Cretin 5 Thomas Jolmès 4 Thibaud Flament 3 Demba Bamba 2 Peato Mauvaka 1 Jean-Baptiste Gros Remplaçants Pierre Bourgarit Dany Priso Sipili Falatea Thomas Lavault Ibrahim Diallo Sekou Macalou Baptiste Couilloud Antoine Hastoy Entraîneur Fabien Galthié |

## Statistiques
Les deux ailiers Damian Penaud et Matthis Lebel inscrivent chacun 2 essais, le premier inscrivant un doublé lors du premier match, le second inscrivant un essai lors de chaque match.
| Rang | Joueur             | Poste         | Essais |
| ---- | ------------------ | ------------- | ------ |
| 1    | Damian Penaud      | Ailier        | 2      |
| -    | Matthis Lebel      | Ailier        | 2      |
| 3    | Pierre Bourgarit   | Talonneur     | 1      |
| -    | Baptiste Couilloud | Demi de mêlée | 1      |
| -    | Yoram Moefana      | Centre        | 1      |

Melvyn Jaminet est le buteur principal lors de la tournée, mais il ne joue pas le second match, le staff lançant le jeune Max Spring pour sa première sélection, ce sont les bordelais Matthieu Jalibert puis Maxime Lucu qui butent alors lors de ce match.
| Rang | Joueur           | Poste            | Points | Essais | Transf. | Pén. | Drops |
| ---- | ---------------- | ---------------- | ------ | ------ | ------- | ---- | ----- |
| 1    | Melvyn Jaminet   | Arrière          | 17     | -      | 4       | 3    | -     |
| 2    | Damian Penaud    | Ailier           | 10     | 2      | -       | -    | -     |
| -    | Matthis Lebel    | Ailier           | 10     | 2      | -       | -    | -     |
| 4    | Mathieu Jalibert | Demi d'ouverture | 5      | -      | 1       | 1    | -     |
| -    | Maxime Lucu      | Ailier           | 5      | -      | 1       | 1    | -     |